# 1954

## الأحداث
- تأسيس مدينة مويا وتقع حاليا في البرازيل.
- تأسيس مدينة ساتباييف وتقع حاليا في كازاخستان.
- تأسيس مدينة كريات جات.
- مارس: تأسيس مدينة روكيلا [الإنجليزية] وتقع حاليا في الهند.
- نهاية الحرب الهندوصينية الأولى في 1 أغسطس 1954 والتي بدأت في 19 ديسمبر 1946.
- بداية الحرب المكسيكية القذرة في 1954 والتي انتهت في 2000.

## حوادث تاريخية
- 1 نوفمبر - اندلاع الثورة الجزائرية.
- 11 نوفمبر - بدء الحرب الباردة بين  الاتحاد السوفيتي و الولايات المتحدة.

## مواليد
- أبو جرة سلطاني
- أحمد مطر
- أدري كوستر
- أسامة خياط
- أسامة سعد
- أمير كوستوريتسا
- أنتونيو أولمو
- أنج لي
- أنجيلا ديميتريو
- أنغيلا ميركل
- أو بي تسير
- أوبرا وينفري
- أوسكار بيرناردي
- أولي ستيلكه
- أولي كيير
- أوليغ رومانتسيف
- أيمن الاجاز
- أيمن الدقر
- أشرف السعد
- إبراهيم بوسعد
- إلين باركين
- إنريكه ساورا
- إيريك غيريتس
- إيلان بابي
- إيهاب الشريف
- باول لامبريتشس
- برونو كولايس
- برونو ميتسو
- بسام العموش
- بوب ماكدونيل
- بيتروس رافوسيس
- بيرنارد فيرينيو
- بيرند هينيمان
- تاج بن سحاولة
- تريفور فرانسيس
- توماس مافروس
- تيد ديبياسي
- تينا تشارلز
- جاكي شان
- جان بول بيرناد
- جان بيترس
- جان كلود جانكر
- جانكارلو أنتونيوني
- جايمس جليك
- جعفر مدرس صادقي
- جمال الشريف (حكم)
- جمال ناجي
- جورج غالاوي
- جورجي مارتنز
- جوزيف أنطوان بيل
- جوزيف بارموس
- جوزيف فارغا
- جون ترافولتا
- جون مايكل تالبوت
- جوناثان بولارد
- جيرارد سولر
- جيرماين جاكسون
- جيري أرمسترونغ
- جيري ساينفيلد
- جيفري لانج
- جيمس بيكينز جونير
- جيمس بيلوشي
- جيمس كاميرون
- جين فيرنانديز
- حاجم الحسني
- حمدين صباحي
- خالد الجبير
- خوان غوميز غونزاليس
- خواندي راموس
- خوسيه دييغو ألفاريز
- خيسوس ماريا ساتروستيغي
- دانييل نيفل
- دنزل واشنطن
- دنيس كايد
- دنيس هايسبيرت
- دونالد بوستروم
- ديتر بولن
- ديتر مولر
- ديديه سيكس
- ديفيد باترسون
- ديفيد غروسمان
- ديفيد نيومان (ملحن)
- دينيس جونسون
- راضي عبد الجواد
- راي ليوتا
- رجب طيب أردوغان
- رشاد محمد العليمي
- روبرت برايس
- رون هاوارد
- ريني جيرارد
- زوران سيموفيتش
- زياد فصاح
- سالم الفلاحات
- ستيليوس بابافلوراتوس
- سعاد عبد الرحمن الولايتي
- سعدون الدليمي
- سعيد ألج
- سقراط
- سلافيسا زونغول
- سمير فرنجية
- سونيا سوتومايور
- سيزين آكسو
- سيسي تاكس
- سيلما إهرام
- سيمو نيكوليتش
- شاها علي رضا
- شيغرو تشيبا
- شينزو أبه
- صالح العصفور
- طارق ذياب
- الطاهر جعوط
- عبد الجبار الرفاعي
- عبد الفتاح الزاوي
- عبد الفتاح السيسي
- عبد القادر الكتيابي
- عبد الوهاب حسين
- عدنان المطوع
- عصام العريان
- علاء الدين المدرس
- عميرة علية الصغير
- غادة شعاع
- غازي العريضي
- غونغور بايرك
- غوي داردين
- فائق عرقسوسي
- فادي أفرام
- فاضل المالكي
- فرانسوا فان در إلست
- فرانك باينيماراما
- فرنسوا أولاند
- فرنسوا فيون
- فهد الميع
- فوزية الدريع
- فيكتور يوشتشينكو
- فيل تومبسون
- فيليب بيرغيرو
- فيليب فويانوفيتش
- قاسم توفيق
- كاثلين ترنر
- كارلوس غصن
- كانيتو شيوزاوا
- كرم جبر
- كمال الشبلي
- كوندوليزا رايس
- كيفن وارويك
- لاري وول
- لاوال
- لويزة حنون
- لويس أركونادا
- لويس راميريز زاباتا
- ليوفيغيلدو جونيور
- ليونارد سبيتشت
- مات غرينينغ
- مادلين طبر
- ماركو تارديلي
- ماريو كيمبس
- ماساهيكو تاناكا
- مايك روندز
- مايكل إيمرسون
- مايكل بولتون
- مايكل شارمر
- مايكل مور
- مجلي وهبي
- محمد الشرقاوي
- محمد العيد التيجاني
- محمد جاسم العلي
- محمد علي فركوس
- محمود الخطيب
- مصطفى البرغوثي
- ميهاي ستويكيتا
- نافين أندروز
- نجدة إسماعيل أنزور
- نجيب ساويرس
- نزهة الركراكي
- نصير نورائي
- نور الدين الهاني
- نور الدين قريشي
- نورا (ممثلة)
- نيكولاي نغريلا
- هارالد شوماخر
- هانس غونتر برونس
- هوغو تشافيز
- هيربيرت تسيمرمان
- هيني أوتو
- واسيني الأعرج
- ويرنر ليكا
- ويلي ويلنس
- ياروسلاف نيتوليكا
- يان كوزاك (لاعب كرة قدم)
- ياني
- راشد سيف سليمان
- بديعة كشغري
- هدى ميقاتي
- يوسف رزق
- يوسف سلامة

### فبراير
- 11 فبراير - إيلي بن دهان، حاخام وسياسي إسرائيلي.
- 14 فبراير - كوهيه تاناكا، ملحن ياباني.

### مارس
- 23 مارس - هيديوكي هوري، ممثل أداء صوتي ياباني.
- 26 مارس - كازُهيكو إينوي، ممثل أداء صوتي ياباني.

### أبريل
- 8 أبريل - فاضل المالكي، عالم دين وخطيب مرجع شيعي عراقي.
- 22 أبريل - جوجي ناكاتا، ممثل أداء صوتي ياباني.

### مايو
- 19 مايو - هوتشو أوتسكا، ممثل أداء صوتي ياباني.

### يونيو
- 3 يونيو - فائق عرقسوسي، ممثل سوري.
- 9 يونيو - إدواردو أنييلي، ابن جياني أنييللي رئيس نادي يوفنتوس السابق.

## يوليو
- 2 يوليو - أحمد أويحي، سياسي ودبلوماسي جزائري.

### أغسطس
- 7 أغسطس - ملك بايكال، ممثلة تركية.
- 26 أغسطس - كامل إدريس، سياسي سوداني.

### أكتوبر
- 14 أكتوبر - النووي الإسرائيلي مردخاي فعنونو.

## وفيات
- آلان تورنغ
- أحمد أمين
- أدوين هاوارد آرمسترونغ
- ألتشيدي دي غاسبيري
- أوتو ديلس
- أوسكار شتراوس
- إنريكو فيرمي
- إيميل ليون بوست
- بن عبد المالك رمضان
- بول فوستر كيس
- بيرتي تشارلز فوربس
- توفيق الهبري
- جاسينتو بينابنتي
- جورج كاي
- جيتوليو فارجاس
- جيمس هيلتون
- خالد الفرج
- رشيد حسن الكردي
- عبد الرحمن مامي
- عبد القادر عودة
- عبد الله بن علي بن حمود الصانع
- عبد المجيد سليم
- عساف الحسين المنصور العساف الثاني
- فريد أر.زيمرمان
- فريدا كاهلو
- كلايد رورك هوي
- ليو كاتس
- ليون جوو
- محمد بن طلال بن نايف الرشيد
- محمد علي توفيق
- محمد فرغلي
- محمد فريد النحاس
- محمد فريد وجدي
- مرزوق الداود البدر
- مصطفى صبري
- ميشال شيحا
- ميكيموتو كويتشي
- نقولا حداد
- نيقولا حداد
- هاينز جوديريان
- هربرت بورغيس
- هنري ماتيس
- وليام برادلي أومستد
- يوسف طلعت

### يناير
- 5 يناير - والتر إدوارد سكوت

## نال جائزة نوبل
- في الفيزياء – مناصفة بين البريطاني ماكس بورن والألماني فالتر بوته.
- في الكيمياء – الأمريكي لينوس باولنغ.
- في الطب – بالتساوي بين الأمريكان جون إندرز وتوماس ولر وفردريك روبنز.
- في الأدب – الأمريكي إرنست همنجواي.
- في السلام – المفوضية العليا للأمم المتحدة لشؤون اللاجئين التابعة للأمم المتحدة.